# Kemmler Baustoffe
Kemmler Baustoffe ist ein Baustoffhandelsunternehmen. Es ging, ebenso wie die drei rechtlich selbständigen Schwesterfirmen Beton Kemmler, Kemmlit und Kemmler Industriebau, aus der 1885 in Dußlingen gegründeten Firma „Michael Pflumm Mahlmühle und Zementfabrik“ sowie der 1908 in Tübingen gegründeten Firma „Pflumm & Kemmler“ hervor. Das Baustoffhandelsunternehmen ist vor allem in Baden-Württemberg und Bayern tätig und operiert an 35 Standorten.

## Geschichte

### Gründungsphase
1885 kaufte der Landwirt Michael Pflumm (1850–1919) die Pulvermühle bei Dußlingen und nutzte die vom Vorbesitzer übernommenen Anlagen als Mahlmühle für Getreide sowie zur Herstellung von Romanzement und Schiefersteinen. Im Jahr darauf gründete er das Unternehmen „M. Pflumm, Dußlingen“. Im Zuge der Verbreitung des Portlandzements nahm Pflumm die Produktion von Zementwaren v. a. von Röhren auf und baute die Pulvermühle zur Zementwarenfabrik aus. 
Nach der Heirat mit Pflumms Tochter Margarethe im Jahr 1901 trat der Kaufmann Johannes Kemmler (1871–1955) in die Firma seines Schwiegervaters ein. Kemmler modernisierte die Organisation, führte z. B. die doppelte Buchführung ein und sorgte für eine nach der württembergischen Gewerbeordnung vorgeschriebene Arbeitsordnung für die Fabrik. Kemmler überzeugte schließlich seinen Schwiegervater Michael Pflumm, nach einem neuen, verkehrsgünstigeren Standort für das Unternehmen zu suchen. Die Wahl fiel schließlich auf Tübingen.

### Aufbauphase
Im Februar 1906 kaufte Pflumm ein Industriegelände mit Gleisanschluss in der Reutlinger Straße in Tübingen und errichtete dort eine Zementwarenfabrik. 1908 gründeten Michael Pflumm und Johannes Kemmler unter der gemeinschaftlichen Firma „Pflumm & Kemmler, Tübingen“ eine Zementwarenfabrik und Baumaterialienhandlung. 1910 schied Michael Pflumm aus der Firma aus, die nach Aufgabe des Dußlinger Standortes fortan nur noch in Tübingen tätig war. Mit vorsichtiger Unternehmenspolitik überstand Kemmlers Unternehmen den Ersten Weltkrieg und die anschließende politische und wirtschaftliche Krisenphase.
Nach Ende der Hyperinflation begann die Firma zu expandieren. 1925 kaufte Kemmler zusätzliches Betriebsgelände und errichtete neue Produktionsanlagen. Die Anschaffung des ersten Lastwagens führte zu einer erheblichen Erleichterung des Transports, bei dem die Firma bis dahin hauptsächlich auf Pferdefuhrwerke angewiesen war. Die Modernisierung des Transportwesens schaffte die Voraussetzung, den Absatzmarkt der Zementwarenfabrikation wie auch des Baustoffhandels zu erweitern. 
Die von Johannes Kemmler propagierte vorsichtige Unternehmensführung in Krisenphasen bewährte sich auch im Zeichen der Weltwirtschaftskrise seit 1929. Die nach der nationalsozialistischen Machtübernahme verstärkt einsetzende Bautätigkeit in Tübingen ließen die Umsätze des Unternehmens ab Mitte der 1930er Jahre wieder anwachsen. 1933 unterzeichnete die Firma Pflumm & Kemmler einen Vertrag mit der Eternit AG, der ihr die Generalvertretung für Eternit-Produkte für das Vertragsgebiet Württemberg inkl. Hohenzollern und Sigmaringen (mit Ausnahme des Oberamtes Ulm) zusicherte. Mit der Eröffnung eines Verkaufsbüros in Stuttgart 1936 expandierte die Firma nun auch räumlich.

### Zweiter Weltkrieg und Wiederaufbau
Noch vor Beginn des Zweiten Weltkriegs übergab Johannes Kemmler 1939 die Leitung des Unternehmens an seinen Sohn Hans Kemmler (1909–1973), der nach Abschluss seines wirtschaftswissenschaftlichen Studiums seit 1934 bereits im Unternehmen mitgearbeitet hatte. Hans Kemmler war kein aktives Mitglied der NSDAP, partizipierte mit seinem Unternehmen aber am nationalsozialistischen Kriegsgefangenen- und Zwangsarbeitersystem. In der zweiten Kriegshälfte spezialisierte sich die Firma im Zeichen des alliierten Luftkriegs vor allem auf Betonfertigteile für den Luftschutz. Im April 1945 wurde das Firmengelände bei einem Luftangriff beinahe vollständig zerstört. 
Im Zeichen eines kontingentierten Marktes unter französischer Besatzungsherrschaft gelang es Hans Kemmler, seine Firma als Produzenten von Zementwaren sowie als Baustoffgroßhandel wieder zu etablieren. Mit der Währungsreform 1948 nahm die Firma Pflumm & Kemmler mit der Herstellung von WC-Trennwänden aus Eternit eine neue Produktion unter dem Namen Kemmlit auf. 1949 wurde in Stuttgart eine erste Filiale eröffnet, 1956 folgte die zweite Niederlassung in Münsingen.

### Wachstum und Spezialisierung
Nach einem Unfall seines Vaters Hans Kemmler 1956 trat Peter Kemmler (* 1937) in das Familienunternehmen ein. Die kommenden Jahrzehnte standen im Zeichen eigenfinanzierten Wachstums und Spezialisierung. Kemmler behielt nur Aktivitäten bei, in denen gesteigerte Marktanteile zu erwarten waren und mit denen die Firma dem jeweiligen Marktführer zumindest ebenbürtig werden konnte. Die Produktionsaktivitäten wurden 1962 (Betonwerk nach Hirschau) und 1972 (Kemmlit nach Dußlingen) an eigene Standorte verlegt, um diesen dort größere Entfaltungsmöglichkeiten zu geben. Ab 1967 entwickelten sich aus der Einzelfirma Pflumm & Kemmler die vier rechtlich selbständigen Schwesterfirmen Kemmler Baustoffe GmbH, Kemmlit Bauelemente GmbH, Beton Kemmler GmbH (seit 1987) sowie Kemmler Industriebau GmbH (seit 2006).
In zwei Expansionsphasen (1962–1981 und seit 2000) baute Kemmler Baustoffe ein Netz von Baustoffniederlassungen in Baden-Württemberg und zuletzt auch in Bayern auf, teils durch Übernahme bestehender Baustoffhandlungen, teils durch Neugründungen: 1962 Böblingen, 1964 Oberndorf am Neckar, 1966 Donaueschingen, 1968 Nürtingen, 1971 Hechingen, 1972 Balingen, 1973 Metzingen sowie Fellbach-Oeffingen, 1977 Horb und Altensteig, 1981 Herrenberg, 2000/01 Ulm bzw. Neu-Ulm, 2001 und 2004 Pforzheim, 2003 Schorndorf, 2005 Aalen, 2006 Stammheim, 2008 Diedorf bei Augsburg, 2014 Weinsberg und 2018 Unterhaching bei München.
Die zweite strategische Hauptstoßrichtung neben der Expansion war die Spezialisierung, seit Anfang der 1960er Jahre vor allem auf das Produkt Fliese. In den 1970er Jahren baute Kemmler Baustoffe in Tübingen und dann auch in anderen Niederlassungen großflächige, aufwändig gestaltete Fliesenausstellungen für den Exquisitbereich auf. Der gesteigerte Privatbedarf und die zunehmende Konkurrenz durch die neu entstehenden Baumärkte führte in den 1980er Jahren zu einem ergänzenden Aufbau von einfach strukturierten Fliesen-Märkten für den preisgünstigen Bereich. Diese Spezialisierung im Bereich Fliesen wurde auf andere Produktbereiche übertragen. 1987 wurde Kemmler Baustoffe organisatorisch in Divisionen/Bereiche aufgegliedert und seitdem weiter angepasst: Dachbau, Ausbau, Trockenbau, Hoch-, Tief- und Gartenbau sowie Fliesen-Ausstellungen und Fliesen-Märkte. Grundgedanke dieser Divisionalisierung war, besser auf die spezifischen Bedürfnisse der unterschiedlichen Kundengruppen und Gewerke eingehen zu können. Jeder Verkäufer sollte sich voll auf eine Kundengruppe und den entsprechenden Sortimentsbereich spezialisieren.
Dieses Konzept des „Multi-Spezialisten“ wurde seit Ende der 1980er Jahre auf alle bestehenden und ebenso auf die neu hinzugekommenen Niederlassungen übertragen und durch ein Lager- und Logistikkonzept ergänzt. Heute ist Kemmler Baustoffe mit 25 Niederlassungen der führende Baustoff- und Fliesenfachhändler in Süddeutschland. Marc Kemmler (* 1966; † 21. Juni 2023)  trat 1993 in das Familienunternehmen ein, das nunmehr in fünfter Generation von der Familie geleitet wird. 2012 wurde Kemmler Baustoffe erstmals mit dem Qualitätssiegel TOP JOB ausgezeichnet, 2013 und 2014 folgten weitere Auszeichnungen.

## Belege
1. 1 2  Konzernabschluss zum 31. Dezember 2018 im elektronischen Bundesanzeiger
2. ↑  Von Johannes Kemmler ist ein Manuskript zur Gründungsgeschichte des Unternehmens bis 1940 überliefert. Dieses ist abgedruckt im Anhang von Fischer, Wolfgang: Das Baustoffunternehmen Kemmler. Die Geschichte eines schwäbischen Familienunternehmens über fünf Generationen. Frankfurt am Main 2010, S. 288–303.
3. ↑  Vgl. Fischer, Wolfgang: Das Baustoffunternehmen Kemmler. Die Geschichte eines schwäbischen Familienunternehmens über fünf Generationen. Frankfurt am Main 2010, S. 35–60.
4. ↑  Vgl. Fischer, Wolfgang: Das Baustoffunternehmen Kemmler. Die Geschichte eines schwäbischen Familienunternehmens über fünf Generationen. Frankfurt am Main 2010, S. 61–103.
5. ↑  Vgl. Fischer, Wolfgang: Das Baustoffunternehmen Kemmler. Die Geschichte eines schwäbischen Familienunternehmens über fünf Generationen. Frankfurt am Main 2010, S. 104–138
6. ↑  Zur Entwicklung von Kemmler Baustoffe und der drei Schwesterfirmen vgl. Fischer, Wolfgang: Das Baustoffunternehmen Kemmler. Die Geschichte eines schwäbischen Familienunternehmens über fünf Generationen. Frankfurt am Main 2010, S. 139–204
7. ↑  Traueranzeige Marc Kemmler. Abgerufen am 27. Juni 2023.
8. ↑  Das seit mehr als 125 Jahren bestehende Familienunternehmen Kemmler wird in einschlägigen Publikationen aufgeführt, z. B. in Langenscheidt, Florian/May, Peter (Hrsg.): Lexikon der deutschen Familienunternehmen. Köln 2009 oder in Langenscheidt, Florian/May, Peter (Hrsg.): Aus bester Familie. 2., neubearb. Aufl. Köln 2011.
9. ↑  http://www.topjob.de/top-arbeitgeber/2012-und-frueher/2012/kemmler-baustoffe-gmbh.html@1@2Vorlage:Toter+Link/www.topjob.de+(Seite+nicht+mehr+abrufbar,+festgestellt+im+November+2022.+Suche+in+Webarchiven) Datei:Pictogram+voting+info.svg Info:+Der+Link+wurde+automatisch+als+defekt+markiert.+Bitte+prüfe+den+Link+gemäß+Anleitung+und+entferne+dann+diesen+Hinweis., für die Jahre 2013 und 2014 Archivierte Kopie (Memento des Originals vom 15. September 2014 im Internet Archive)  Info: Der Archivlink wurde automatisch eingesetzt und noch nicht geprüft. Bitte prüfe Original- und Archivlink gemäß Anleitung und entferne dann diesen Hinweis. sowie Archivierte Kopie (Memento des Originals vom 15. September 2014 im Internet Archive)  Info: Der Archivlink wurde automatisch eingesetzt und noch nicht geprüft. Bitte prüfe Original- und Archivlink gemäß Anleitung und entferne dann diesen Hinweis..